# Erin (Schiff, 1864)
Die Erin war ein 1864 in Dienst gestelltes Passagierschiff der britischen Reederei National Line, das als Ozeandampfer Passagiere und Fracht von Liverpool nach New York brachte und nach dem Ablegen in New York am 31. Dezember 1889 spurlos auf dem Nordatlantik verschwand.

## Geschichte
Das Dampfschiff Erin wurde 1864 in der Bauwerft Palmers Shipbuilding and Iron Company in der nordenglischen Stadt Jarrow am Fluss Tyne gebaut und als Passagier- und Frachtschiff geplant. Es lief am 18. Juni 1864 mit einer Tonnage von 3.325 BRT vom Stapel und war ursprünglich 112,89 m lang. Das aus Eisen gebaute Schiff verfügte über ein Klipperheck, einen Einzelpropeller und drei Schornsteine.
Eigner war die National Line, eine 1863 gegründete Schifffahrtsgesellschaft mit Sitz in Liverpool, die einen regelmäßigen Liniendienst von Großbritannien nach Nordamerika unterhielt. Liverpool war auch der Heimathafen der Erin.
Am 2. August 1864 lief die Erin zu ihrer Jungfernfahrt von Liverpool über Southampton nach New York aus. Auf dieser Route blieb das Schiff während seiner gesamten Dienstzeit. Gelegentlich wurden aber auch London und Queenstown angelaufen.
Eine Überfahrt dauerte für gewöhnlich etwa zwei Wochen. Die Haupteinnahmequelle waren die zahlreichen Auswanderer, daher wurde um diese Zielgruppe besonders geworben. Die Unterkünfte der Dritten Klasse wurden als „groß, hell und luftig“ angepriesen, zudem gab es eine außerordentlich gute Verpflegung und die Dienste des Schiffsarztes waren kostenlos.
1872 erhöhte sich die Bruttotonnage des Dampfers durch Umbauarbeiten auf 3.956 BRT. Im darauf folgenden Jahr wurde die Erin mit drei neuen Kesseln und modernen Niederdruckdampfmaschinen von J. Penn & Son aus London versehen, die eine Geschwindigkeit von 10 Knoten ermöglichten. 1876 wurde der Rumpf um fast 15 m auf 127,65 m verlängert, wodurch sich der Rauminhalt auf 4.577 BRT erhöhte. Nach dem Einbau weiterer Kabinen hatte die Erin Platz für 72 Passagiere der Ersten Klasse und 1.200 Zwischendeckpassagiere.
Am Dienstag, dem 31. Dezember 1889 legte die Erin in New York unter dem Kommando von Kapitän Tyson mit 72 Menschen an Bord nach London ab. Das Schiff verschwand spurlos auf dem Nordatlantik und wurde nie wieder gesehen. Drei Wochen nach der Abfahrt fand der britische Dampfer Creole ein leeres Rettungsboot und einige Trümmer. Es blieb jedoch unklar, was mit dem Schiff passiert war.